# Fire of Love (Pali się)
A Fire of Love (Pali się) (magyarul: A szerelem tüze (Ég)) a Tulia együttes dala, amellyel Lengyelországot képviselték a 2019-es Eurovíziós Dalfesztiválon, Tel-Avivban. Az együttest a lengyel közszolgálati televízió, a TVP kérte fel a szereplésre.

## Eurovíziós Dalfesztivál
Az Eurovíziós Dalfesztiválon a dalt a május 14-én megrendezett első elődöntőben adták elő fellépési sorrend szerint negyedikként a Finnországot képviselő Darude és Sebastian Rejman Look Away című dala után és a Szlovéniát képviselő Zala Kralj & Gašper Šantl Sebi című dala előtt. Az elődöntőben a nézői szavazatok és a nemzetközi zsűrik pontjai alapján nem került be a dal a május 18-i döntőbe. Összesítésben 120 ponttal a 11. helyen végeztek.
A következő lengyel induló Alicja Szemplińska Empires című dala lett volna a 2020-as Eurovíziós Dalfesztiválon.